# Daewoo Kalos
Daewoo Kalos este un hatchback comercializat de Daewoo și introdus în 2002, care a înlocuit Daewoo Lanos. Avea la bază noua platformă de atunci numită T200, și era în dezvoltare înainte de falimentul Daewoo, fiind primul model nou introdus de companie după preluarea ulterioară de către General Motors. Producția a început la începutul lunii martie 2002.